# Artibeus cinereus
Artibeus cinereus là một loài động vật có vú trong họ Dơi mũi lá, bộ Dơi. Loài này được Gervais mô tả năm 1856.